# Ronald Douglas Johnson
Ronald Douglas Johnson (Hartselle, Alabama) es un diplomático y oficial retirado estadounidense, que se desempeña como 
Embajador de Estados Unidos en México desde el 19 de mayo de 2025.
Johnson ha servido en el Ejército de los Estados Unidos como oficial por más de tres décadas, retirándose en 1998 con el grado de coronel. Luego fungió como miembro de la inteligencia estadounidense, específicamente como Enlace de Ciencia y Tecnología de la Agencia Central de Inteligencia con el Comando de Operaciones Especiales de los Estados Unidos en Tampa, Florida.
El 5 de octubre de 2018, el presidente Trump lo nominó como Embajador de Estados Unidos en El Salvador en reemplazo de la anterior embajadora Jean Manes, siendo confirmado por el Senado de los Estados Unidos el 27 de junio de 2019. Johnson arribó a El Salvador el 4 de septiembre de 2019.
El 10 de diciembre de 2024, el entonces presidente electo Donald Trump nominó a Johnson como embajador de Estados Unidos en México. El 12 de febrero de 2025, su nominación fue enviada al Senado. Su nominación está pendiente ante el Comité de Relaciones Exteriores del Senado. Durante su audiencia de confirmación ante el Comité el 13 de marzo de 2025, Ronald Johnson no descartó una acción militar en suelo mexicano contra los cárteles sin notificar a las autoridades mexicanas si y solo si la vida de un ciudadano estadounidense está en juego.